# 社会理論
社会理論（しゃかいりろん、英: Social theories ）は、特定の思想の流派の枠内で社会現象を学び、そして解釈するときに使われる理論的枠組みである。社会科学者たちが用いる不可欠の手段であり、最も妥当で信頼できる方法論（例えば実証主義や反実証主義）をめぐる――あるいは構造と力のどちらを重要とみなすかをめぐる――歴史論争と関連する理論である。ある種の社会理論は厳密に科学的、記述的、そして客観的であり続けようと試みている。これと対立する理論は、対照的に、表面的には規範的な立場を示し、しばしば従来の因習的な思想に固有のイデオロギー的な側面を批判する。